# Барс (карабин)
Барс — семейство советских магазинных охотничьих карабинов, предназначенных для промысловой охоты на среднего зверя.

## История
Сведения о магазинном карабине КО-5,6-60 "Барс" были опубликованы в открытой печати в августе 1961 года (наименование "Барс-1" он получил позднее, после появления следующих моделей).
С целью повышения технологичности и снижения себестоимости производства, в 1980е годы были разработаны новые модели "Барс-4" и "Лось-7", в производстве деталей которых были применены новые прогрессивные методы - цветное и стальное точное литьё, металлокерамика, холодная штамповка и сварка, ротационная ковка (редуцирование) стволов. После завершения заводских испытаний, опытные образцы карабинов были испытаны в условиях любительской охоты в Удмуртии и Кировской области, в условиях промысла на Камчатке, а также на государственной испытательной станции. В конце сентября 1987 года образцы карабинов были представлены на отраслевую экспертную комиссию по оценке технического уровня изделий, где получили в целом положительную оценку. После доработки по замечаниям экспертной комиссии и дополнительных испытаний началась подготовка завода к серийному производству новой модели.
Осенью 1993 года Казанский оптико-механический завод начал продажи ночного прицела "Байгыш-5П" для установки на карабины "Барс", "Лось-4" и "Лось-7".
С 2018 года снят с производства, вместо него выпускается вариант карабина Baikal 145 Лось с короткой ствольной коробкой, под патрон .223.

## Описание
Затвор карабина продольно–скользящий поворотный, с двумя боевыми упорами в средней части. В задней части затвора имеются окно для выхода взвода ударника и пазы для крепления муфты. Внутри затвора есть канал для размещения ударника с возвратной пружиной. Ствольная коробка имеет внизу окно для магазина и коробки спускового механизма.
Ствол закреплен в ствольной коробке на резьбовом соединении, канал ствола и патронник хромированы.
Верхнее окно ствольной коробки служит для снаряжения магазина патронами и удаления стреляной гильзы. Спусковой механизм регулируется при взведенном ударнике (после отделения ствола и ствольной коробки от ложи) вращением нижнего переднего винта, которым устанавливается необходимая величина зацепления со спусковым крючком. На правой стороне ствольной коробки над спусковым механизмом находится флажковый предохранитель, фиксирующийся в двух положениях за счет имеющихся в правой части его оси кулачка и пружины. Предохранение от случайного выстрела производится одновременной блокировкой затвора и ударника (при заряженном карабине). После выстрела установленный в вертикальное положение флажок предохранителя предотвращает самопроизвольное открывание затвора. При извлечении затвора из ствольной коробки его отводят назад и поворачивают предохранитель в вертикальное положение, после чего затвор вынимается из ствольной коробки.
Магазин отъёмный, на 5 патронов, расположенных в шахматном порядке.
Прицельные приспособления: прямоугольная мушка и целик барабанного типа с делениями 100, 200, 250 и 300 м. Кроме того, на карабин могут быть установлены четырехкратные оптические прицелы ТО-4 и ПО-4х34, а также оптические прицелы ПО4х39, ПО3-9х38, ПО3-9х39.
Ложа берёзовая или ореховая, пистолетной формы с выступом под щеку, на затыльнике приклада – резиновый амортизатор. Наружные поверхности металлических деталей оружия фосфатированы и покрыты лаком. Деревянные поверхности также покрыты лаком.
Карабин удобен в эксплуатации и предназначен для охоты в любых климатических условиях при температуре окружающей среды от - 40 до + 50°С.

## Варианты и модификации
- КО-5,6-60 "Барс-1" - модель под патрон 5,6×39 мм (18% деталей унифицированы с карабином "Лось-4", карабин выпускался в 1960 года малыми партиями, в 1967-1990 гг. - серийно, в 1990 году снят с производства)[8];
- "Барс-4" - модель под патроны 5,6×39 мм и 7,62×39 мм, разработана в 1985 году, 80% деталей унифицированы с карабином "Лось-7"[8].
- "Барс-4-1" - модель под патроны 5,6х39 мм и 7,62х39 мм, разработана к началу 1990-х
- "Барс-223" - модификация "Барс-4-1" под патрон 5,56х45 мм, разработана в начале 2000-х[9] (в 2001-2002 гг. выпускался мелкими партиями, в январе 2003 года было объявлено о начале серийного производства и в течение января было изготовлено 50 шт. первых серийных карабинов под патрон .223 Remington)[10].

Кроме того, в октябре 2003 года по заказу ОАО "Концерн "ИЖМАШ"" компания "Легион" начала штучный выпуск карабинов "Барс" серии "Премьер" (гарантированной кучности).

## Страны-эксплуатанты
- СССР
- Беларусь — сертифицировано в качестве гражданского охотничьего оружия[12]
- Казахстан — карабины приняты на вооружение отдельных категорий работников системы производственного объединения охотничье-промысловых и зоологических предприятий (ПО "Охотзоопром") госконцерна "Казместпром"[13] и были разрешены к использованию в качестве оружия самообороны сотрудников Института зоологии и генофонда животных (внесены в Табель положенности огнестрельного оружия и боевых припасов для работников Института зоологии и генофонда животных Министерства науки - Академии наук Республики Казахстан)[14]
- Россия — карабины сертифицированы в качестве гражданского оружия[15], а модели «Барс-4» и «Барс-4-1» состоят на вооружении подразделений вневедомственной охраны МВД РФ[16] и сторожевых и военизированных подразделений ФГУП «Охрана» МВД РФ[17]
- Украина — карабины сертифицированы в качестве гражданского оружия[18]